# Nova simbiotica
Una nova simbiotica è una stella variabile eruttiva che presenta eruzioni simili a quelle delle novae, ma più lente. Le eruzioni comportano un aumento di luminosità di circa 9-11 magnitudini. Esse hanno una durata di 10-40 anni, poi la stella declina verso la sua luminosità iniziale. 

## Caratteristiche
Le novae simbiotiche sono in realtà stelle binarie formate da una nana bianca e una gigante rossa, che è spesso anche una variabile Mira. Quando la gigante rossa riempie il proprio lobo di Roche, si verifica un trasferimento di materia dalla stella gigante alla nana bianca: tale materia si accumula sulla superficie della nana bianca e viene compressa e riscaldata finché l'innesto di fusioni nucleari causa un "lampo" simile a quello che avviene nelle novae. Si stima che la temperatura raggiunga al massimo i 200.000 K, come nelle normali novae. Le novae simbiotiche probabilmente differiscono dalle normali novae in quanto la nana bianca è di piccola massa: ciò comporta che è necessario che un maggior quantitativo di materia si accumuli sulla sua superficie prima che si scatenino le reazioni nucleari, in quanto il gas viene compresso in misura minore dalla forza di gravità della nana bianca; inoltre una minore quantità di materia viene soffiata via dal lampo prodotto dall'innesco delle reazioni nucleari. Questo spiegherebbe perché il picco di luminosità di questi sistemi duri più a lungo rispetto a quello delle normali novae.
Di solito la nana bianca di una nova simbiotica rimane sotto il limite di Chandrasekhar dopo il lampo; essa quindi non dà origine a una supernova di tipo Ia.
Un esempio di nova simbiotica è V1016 Cygni, il cui picco di luminosità fra il 1971 e il 2007 indica chiaramente che si sono verificate esplosioni termonucleari. Altri esempi sono V407 Cygni, HM Sagittae e RR Telescopii.